# アシュバートン空港
アシュバートン空港（アシュバートンくうこう、英語: Ashburton Aerodrome, Ashburton Airport(IATA: ASG, ICAO: NZAS)）は、ニュージーランドの南島東岸、アシュバートン中心部から5.5 km離れたところに位置する空港。1980年代にはニューマンズ航空がクライストチャーチとクイーンズタウンを結ぶ航空路線の経由地として運用し、ハット山近隣のスキー場を利用する客が利用できた。2020年現在、発着する定期航空便の設定はない。
空港の所有者はアシュバートン郡議会、運営者は中部カンタベリー航空クラブで、軽飛行機の操縦訓練に利用されている。また、航空博物館を併設し、通常日は13時から15時まで、水曜日と土曜日は9時から15時まで開館する。

## 運用情報
- パイロット・コントロールド・ライティング 滑走路 16/34
- トラフィックパターン：左回り 
  - 場周高度：海抜1300 ft